# Mamy Scopitone
Mamy Scopitone, (Berthe Andrée Fernande Boyer à l'état civil) est une impresario de spectacle française née le 28 avril 1918 à Paris et morte le 10 mars 2012, à Sèvres.
Qualifiée de « grande dame du music-hall d'après-guerre » puis principale productrice et réalisatrice dans les années 1960 de Scopitones, l'ancêtre du clip vidéo. 

## Biographie
Daidy Davis-Boyer a organisé les tournées des plus grandes vedettes du music-hall des années 1950 ; Django Reinhardt, Dizzy Gillespie, Charles Trenet, Henri Salvador, Gilbert Bécaud, Mistinguett, Tino Rossi, Mouloudji, Édith Piaf, Charles Aznavour,.
Elle découvre dans les années 60 le Scopitone, « juke-box à image » dont les films illustrent des chansons yé-yé. Tournés aux studios d'Epinay par Alexandre Tarta et en décors naturels par Claude Lelouch (respectivement auteurs de 117 et 65 scopitones), elle décide d'y prendre part à partir de 1964. Ainsi, elle produira ou réalisera elle-même souvent dans sa propre maison à Antibes, 55 films mettant en scène entre autres Johnny Hallyday, Sylvie Vartan, Dick Rivers, Jeanne Moreau, Dani, Adamo, Dalida, Paul Anka, Petula Clark, Line Renaud, Claude Nougaro, Julien Clerc, Annie Cordy, Les Chaussettes Noires, ou Les Chats Sauvages. Elle travaille avec le jeune Claude Lelouch pour réaliser ces films. À partir de 1965, elle produit plus de 650 chansons filmées en arabe pour le public issu de l'immigration, le tout réalisé par André Brunet.

## Vie privée
Mamy Scopitone est l'épouse de Roby Davis, saxophoniste de jazz et chef d'orchestre, et la mère des chanteuses Liliane Davis et Florence Davis.

### Filmographie
- Pascal Forneri, Mamy Scopitone, l'âge d'or du clip, film documentaire de 2005, France 5, 29 juillet 2006 et 27 décembre 2007 Voir en ligne